# Egebjerg (Odsherred Kommune)
 For alternative betydninger, se Egebjerg. (Se også artikler, som begynder med Egebjerg)
Egebjerg er en landsby på Nordvestsjælland med 438 indbyggere  (2024). Egebjerg er beliggende i Odsherred under Egebjerg Sogn ni kilometer syd for Nykøbing Sjælland og 25 kilometer nord for Holbæk. Landsbyen hører til Odsherred Kommune og er beliggende i Region Sjælland.
Byen har egen brugs, forsamlingshus, idrætsforening, nærvarmeanlæg og skole. Egebjerg Skole har fokus på udeundervisning, kreativitet og trivsel. Skolen har en mobil udeskolevogn. Der er dannet et bylaug, der står for en del tovholdergrupper og arrangementer, som bl.a. byforskønnelse, fælles køkkenhave, turisme osv. Desuden har en gruppe borgere sørget for, at der siden 2015 har været afholdt en årlig koncert med Rasmus Nøhr i spidsen.
Egebjerg har egen hjemmeside, hvor man kan læse bl.a. Egebladet, som er Egebjergs digitale nyhedsbrev.
Økosamfundet Fri og Fro (Under Himlen) ligger i den vestlige del af byen for enden af Vesterleddet, hvor man kan se halmhuse og andre bæredygtige løsninger. Fri og Fro håndterer sit spildevand i form af et lukket pilefordampningsanlæg.
Egebjerg Kirke ligger i landsbyen. Egebjerg er omtalt i Diplomatarium Danicum mellem år 1328 og 1439 